# J. Lo (album)
A J. Lo, Jennifer Lopez második nagylemeze, 2001. január 23-án jelent meg és a Billboard 200-as lista első helyén debütált.
Amikor filmje a Szeretném, ha szeretnél szintén első helyezést ért el Lopez lett az első színész-énekes, akinek albuma és filmje ugyanazon a héten csúcspozíciót tudott produkálni. Az album első kislemeze a Love Don't Cost a Thing Amerikában a 3., Angliában az 1. helyig tornázta fel magát. A Play volt soron következő dal, ami a top 20 közé került a Billboard Hot 100-en. A következő kislemezek szintén sikeresek lettek: az Ain't It Funny Európában aratott, míg az I'm Real Amerikában lett első. A dalok sikerein felbuzdulva Jennifer segítségül hívta Irv Gottit és Ja Rule-t, hogy remixeljék át a számokat, így született meg az I'm Real és az Ain't It Funny Murder Inc. remix változatai. Mindkét szám több hétig vezette Billboard Hot 100-et. Ezt követően az énekesnő 32. születésnapján újra kiadta az albumot az I'm Real remixváltozatával.

## Az album dalai
| #   | Cím                     | Szerző(k) | Producer(ek)                                                      | Hossz |
| --- | ----------------------- | --- | ----------------------------------------------------------------- | ----- |
| 1.  | Love Don't Cost a Thing | Damon Sharpe, Greg Lawson, Georgette Franklin, Jeremy Monroe, Amil Harris                                                                         | Anders Bagge, Arnthor Birgisson                                   | 3:41  |
| 2.  | I'm Real                | L.E.S., Cory Rooney, Jennifer Lopez, Troy Oliver                                                                                                  | Cory Rooney, Troy Oliver                                          | 4:58  |
| 3.  | Play                    | Rooney, Bagge, Birgisson, Christina Milian | Anders Bagge, Arnthor Birgisson                                   | 3:32  |
| 4.  | Walking on Sunshine     | Sean Combs, Lopez, Mario Winans, Jack Knight, Michael "Lo" Jones                                                                                  | Sean Combs, Cory Rooney, Mario Winans                             | 3:46  |
| 5.  | Ain't It Funny          | Rooney, Lopez | Cory Rooney                                                       | 4:06  |
| 6.  | Cariño                  | Rooney, Lopez, Manny Benito, Neal Creque, Jose Sanchez, Frank Rodriguez, Guillermo Edghill Jr.                                                    | Cory Rooney, Jose Sanchez, Frank Rodriguez, Guillermo Edghill Jr. | 4:15  |
| 7.  | Come Over               | Combs, Winans, Michelle Bell, Kip Collins | Sean Combs, Mario Winans, Kip Collins                             | 4:53  |
| 8.  | We Gotta Talk           | Rooney, Lopez, Oliver, Tina Morrison, Steve Estiverne, Joe Kelly                                                                                  | Cory Rooney, Troy Oliver                                          | 4:07  |
| 9.  | That's Not Me           | Combs, Winans, Kandice Love | Sean Combs, Mario Winans                                          | 4:33  |
| 10. | Dance with Me           | Combs, Winans, J. Knight, M. Jones | Sean Combs, Mario Winans                                          | 3:54  |
| 11. | Secretly                | Rooney, Lopez, Oliver, Kalilah Shakir | Cory Rooney, Troy Oliver                                          | 4:25  |
| 12. | I'm Gonna Be Alright    | Rooney, Lopez, Oliver, Ronald LaPread, Sylvia Robinson, Clifon Nathaniel Chase, Lorraine Cheryl Cook, Anthony Guy O'Brien, Anthony Michael Wright | Cory Rooney, Troy Oliver                                          | 3:44  |
| 13. | That's the Way          | Rodney Jerkins, Fred Jerkins III, Nora Payne, LaShawn Daniels                                                                                     | Rodney Jerkins, LaShawn Daniels                                   | 3:53  |
| 14. | Dame (with Chayanne)    | Jerkins, Jerkins III, M. Benito, Daniels | Rodney Jerkins, Manny Benito                                      | 4:25  |
| 15. | Si Ya Se Acabó          | Benito, Jimmy Greco, Ray Contreras | Manny Benito, Jimmy Greco, Ray Contreras                          | 3:37  |